# Тумсово
Ту́мсово (рос. Тумсово, ерз. Тумсово) — присілок у складі Темниковського району Мордовії, Росія. Входить до складу Аксьольського сільського поселення.
Населення — 7 осіб (2010; 16 у 2002).
Національний склад (станом на 2002 рік):
- росіяни — 100 %